# Пилипченська сільська рада
Пили́пченська сільська́ ра́да — адміністративно-територіальна одиниця та орган місцевого самоврядування в Борщівському районі Тернопільської області. Адміністративний центр — село Пилипче.

## Загальні відомості
- Територія ради: 6,504 км²
- Населення ради: 1 079 осіб (станом на 2001 рік)
- Територією ради протікає річка Нічлава

## Населені пункти
Сільській раді підпорядковані населені пункти:
- с. Пилипче

## Населення
Згідно з переписом УРСР 1989 року чисельність наявного населення сільської ради становила 1184 особи, з яких 515 чоловіків та 669 жінок.
За переписом населення України 2001 року в сільській раді мешкало 1070 осіб.

### Мова
Розподіл населення за рідною мовою за даними перепису 2001 року:
| Мова       | Відсоток |
| ---------- | -------- |
| українська | 99,91 %  |
| російська  | 0,09 %   |

## Склад ради
Рада складається з 16 депутатів та голови.
- Голова ради:
- Секретар ради: Ткачук Ольга Іванівна

### Керівний склад попередніх скликань
| Прізвище, ім'я, по батькові | Основні відомості                                    | Дата обрання | Дата звільнення |
| --------------------------- | ---------------------------------------------------- | ------------ | --------------- |
| Коваль Микола Іванович      | Сільський голова, 1956 року народження, безпартійний | 26.03.2006   | 31.10.2010      |

Примітка: таблиця складена за даними сайту Верховної Ради України

### Депутати
За результатами місцевих виборів 2010 року депутатами ради стали:

#### За суб'єктами висування
| Суб'єкт висування | Кількість обраних депутатів | %    |
| ----------------- | --------------------------- | ---- |
| Самовисування     | 15                          | 93,8 |
| Народна партія    | 1                           | 6,3  |

#### За округами
| № округу       | Прізвище, ім'я, по батькові     | Дата визнання обраним | Освіта             | Партійна приналежність | Відомості про обраного депутата             |
| -------------- | ------------------------------- | --------------------- | ------------------ | ---------------------- | ------------------------------------------- |
| Народна Партія |                                 |                       |                    |                        |                                             |
| 2              | Лютий Віталій Вікторович        | 01.11.2010            | незакінчена вища   | позапартійний          | тимчасово не працює                         |
| Самовисування  |                                 |                       |                    |                        |                                             |
| 1              | Фостій Іван Борисович           | 01.11.2010            | середня спеціальна | позапартійний          | тимчасово не працює                         |
| 3              | Слободян Остап Володимирович    | 01.11.2010            | незакінчена вища   | позапартійний          | Пилипченська загальноосвітня школа, вчитель |
| 4              | Лутинець Іван Васильович        | 01.11.2010            | вища               | позапартійний          | тимчасово не працює                         |
| 5              | Мирчик Ярослав Якович           | 01.11.2010            | вища               | позапартійний          | тимчасово не працює                         |
| 6              | Гринчук Дмитро Миколайович      | 01.11.2010            | середня            | позапартійний          | Пилипченська загальноосвітня школа, завгосп |
| 7              | Данильчук Сергій Дмитрович      | 01.11.2010            | вища               | позапартійний          | тимчасово не працює                         |
| 8              | Ткач Олег Іванович              | 01.11.2010            | середня спеціальна | позапартійний          | ПП « Проект», директор                      |
| 9              | Гуменюк Василь Іванович         | 01.11.2010            | середня спеціальна | член Партії регіонів   | тимчасово не працює                         |
| 10             | Коломієць Олег Васильович       | 01.11.2010            | середня спеціальна | позапартійний          | тимчасово не працює                         |
| 11             | Ткачук Ольга Іванівна           | 01.11.2010            | вища               | позапартійна           | Пилипченська сільська рада, секретар        |
| 12             | Мирчик Ігор Іванович            | 01.11.2010            | середня            | позапартійний          | с. Пилипче, підприє-мець                    |
| 13             | Процюк Василь Дмитрович         | 01.11.2010            | середня спеціальна | позапартійний          | тимчасово не працює                         |
| 14             | Байталюк Степан Петрович        | 01.11.2010            | середня спеціальна | позапартійний          | пенсіонер                                   |
| 15             | Пилип'юк Світлана Станіславівна | 01.11.2010            | середня спеціальна | позапартійна           | Пилипченське відділ. зв'язку, начальник     |
| 16             | Бевський Дмитро Дмитрович       | 01.11.2010            | середня            | позапартійний          | тимчасово не працює                         |